# Urleta
Urleta – wieś w Rumunii, w okręgu Prahova, w gminie Bănești. W 2011 roku liczyła 2144 mieszkańców.